# Onthophagus katualensis
Onthophagus katualensis là một loài bọ cánh cứng trong họ Bọ hung (Scarabaeidae).